# Nemipterus aurora
Nemipterus aurora là một loài cá biển thuộc chi Nemipterus trong họ Cá lượng. Loài cá này được mô tả lần đầu tiên vào năm 1993.

## Từ nguyên
Từ định danh aurora trong tiếng Latinh có nghĩa là "bình minh", hàm ý đề cập đến sọc dưới giữa màu vàng cam giống với màu sắc của bầu trời lúc bình minh ở loài này.

## Phân bố và môi trường sống
Từ quần đảo Ryukyu (Nhật Bản), N. aurora có phân bố rộng khắp vùng biển các nước Đông Nam Á ở Thái Bình Dương, xa đến các đảo phía nam Indonesia, phía đông đến Philippines. Loài này chủ yếu bắt gặp ở vùng biển Trung Bộ và Đông Nam Bộ.
N. aurora sống trên nền đáy cát và bùn ở vùng nước ngoài khơi, độ sâu khoảng 56–90 m.

## Mô tả
Chiều dài cơ thể lớn nhất được ghi nhận ở N. aurora là 20 cm. Thân trên có màu hồng nhạt, chuyển dần sang màu hồng tím ánh bạc ở thân dưới. Hai bên thân có 4–5 sọc dài, cong phía trên, màu trắng bạc, chạy dọc theo giữa mỗi hàng vảy dưới đường bên, từ sau đầu đến cuống đuôi. Đầu ánh vàng kim trên nắp mang. Môi trên có viền vàng. Vây lưng trong mờ, màu vàng, viền vàng và có dải dưới rìa màu hồng phớt. Dải sọc dày hai màu, vàng phía trên, cam phía dưới, chuyển hoàn toàn sang màu vàng ở phía sau. Vây hậu môn trong suốt, dải vàng nhạt (đôi khi bị đứt đoạn) phía trên gốc vây. Vây đuôi màu hồng phớt vàng, thùy trên có màu hồng đậm. Vây bụng và vây ngực trong suốt.
Số gai vây lưng: 10; Số tia vây lưng: 9; Số gai vây hậu môn: 3; Số tia vây hậu môn: 7; Số gai vây bụng: 1; Số tia vây bụng: 5; Số tia vây ngực: 15–17.

## Sử dụng
N. aurora thường bị đánh bắt không chủ đích ở Biển Đông, biển Sulu và vịnh Thái Lan, nhưng vẫn có thể được giữ lại để bán trong các chợ cá tươi sống tại Indonesia, Đài Loan và Philippines.